# لوئیزویل (میسیسیپی)
لوئیزویل (به انگلیسی: Louisville) شهری در ایالت میسیسیپی کشور ایالات متحده آمریکا است که جمعیت آن در سرشماری سال ۲۰۱۰ میلادی، ۶٬۶۳۱
نفر بوده‌است.